# Pieza rhea
Pieza rhea är en tvåvingeart som beskrevs av Neal L. Evenhuis 2002. Pieza rhea ingår i släktet Pieza och familjen svävflugor.
Artens utbredningsområde är Florida. Inga underarter finns listade i Catalogue of Life.